# Alex Schulman

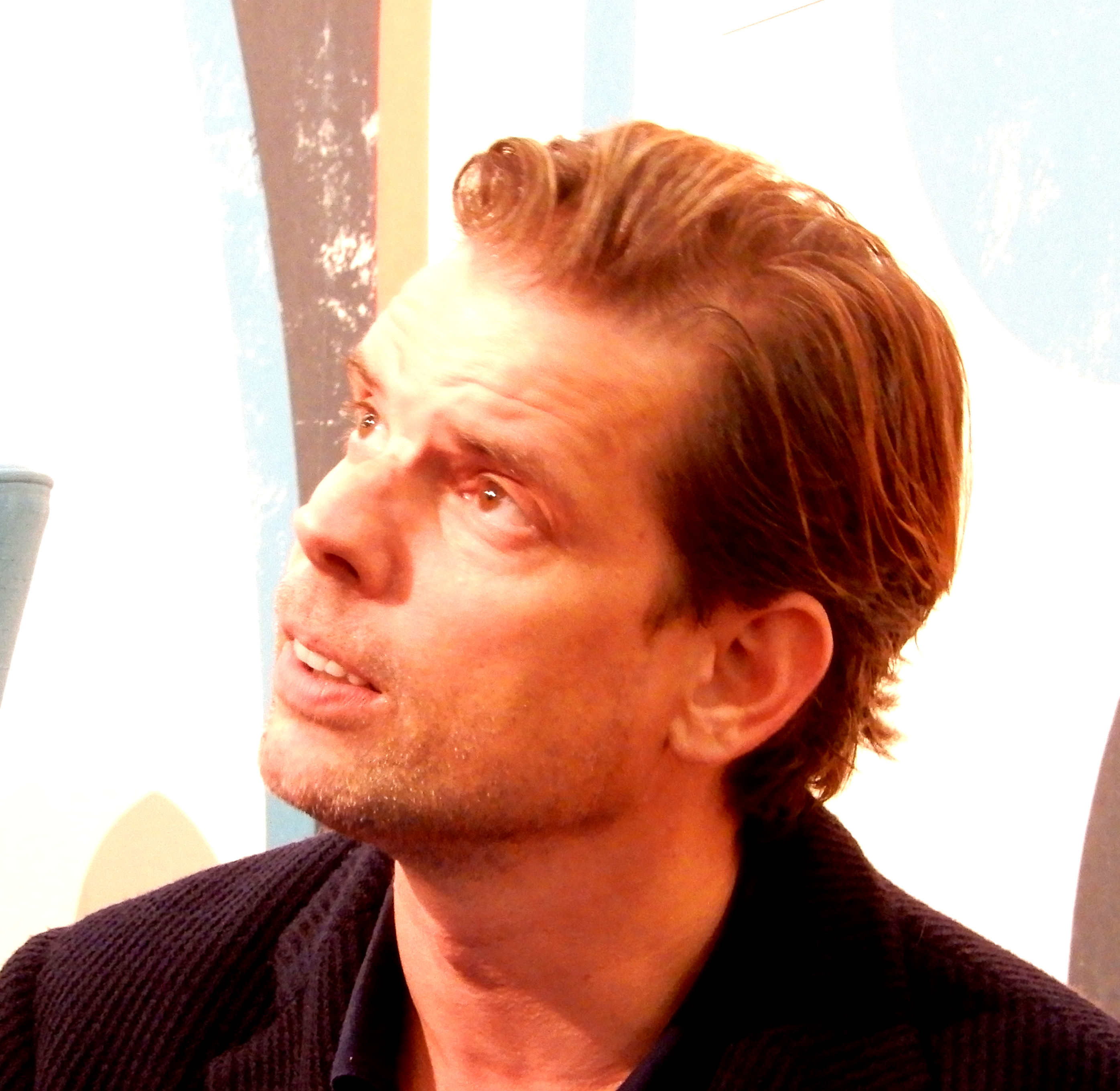
Alex Schulman på Bokmässan i Göteborg 2022

Carl Magnus Alexander "Alex" Schulman, född 17 februari 1976 i Hemmesdynge församling i Malmöhus län, är en svensk författare, kolumnist och podcastare. 
Han blev känd 2005 när han grundade sajten Stureplan.se och kort därefter började blogga på Aftonbladet. Han har sedan dess varit verksam som journalist, författare och programledare. Tillsammans med Sigge Eklund startade han 2012 Alex & Sigges podcast, en av Sveriges mest uppmärksammade poddar. Som författare har han skrivit flera uppmärksammade böcker, däribland Skynda att älska (2009), Glöm mig (2016) och Bränn alla mina brev (2018). Den sistnämnda filmatiserades 2022.

## Biografi

### Familjebakgrund
Schulman är son till journalisten Allan Schulman och Lisette Schulman, född Stolpe. Han växte upp i Skåne, Värmland och Stockholm. Hans farmor var författaren Tyyni Schulman. Morfadern Sven Stolpe var en framstående kulturpersonlighet och mormodern Karin Stolpe var översättare och dotter till nobelpristagaren Hans von Euler-Chelpin.
Han tillhör adelsätten Schulman (nr 176), som har rötter i Preussen och Livland.
Sedan 2010 är han gift med Amanda Schulman, född Widell, med vilken han har tre barn. Tidigare var han gift med Katrin Zytomierska och Olivia Rieke.

### Utbildning
Han har studerat filmvetenskap, litteraturvetenskap och filosofi vid Stockholms universitet.[källa behövs]

## Karriär

### Journalistik och medier
Schulman började som filmrecensent på lokaltidningen Södersvepet. Han arbetade därefter på Se & Hör och som översättare på SDI media.
Han blev senare en av Aftonbladets mest uppmärksammade bloggare och skribenter. Mellan 2016 och 2021 var han kolumnist i Expressen och sedan 2021 är han krönikör i Dagens Nyheter.

### Webbplatser och bloggar
2005–2007 var Schulman chefredaktör för Stureplan.se.  
Han började blogga på Aftonbladet 2006 men avslutade bloggen året därpå.
Tillsammans med brodern Calle Schulman startade han 2008 sajten 1000 apor, som lades ned 2009. Han skrev även bloggen Att vara Charlie Schulmans pappa (2009–2010).

### TV, radio och poddar
Schulman var programledare för Schulman show (2009–2011 på Aftonbladet.se, 2012 på Kanal 5) och för Paradise Hotel (2010).[källa behövs]  
Han medverkade i Äntligen morgon med Adam & Gry på Mix Megapol (2006–2015).[källa behövs]
Tillsammans med Sigge Eklund startade han 2012 Alex & Sigges podcast, som belönades vid Svenska podradiopriset. Duon har även gjort poddarna Prime Video Talks och Mardrömsgästen.

### Scen och teater
År 2012 gjorde Schulman scenföreställningen Älska mig. Tillsammans med Eklund satte han senare upp Meningen med livet (2015) och LIVE (2017).[källa behövs]
Han skrev och regisserade även monologen Tröstrapporter, med premiär på Dramaten 2022.

## Författarskap

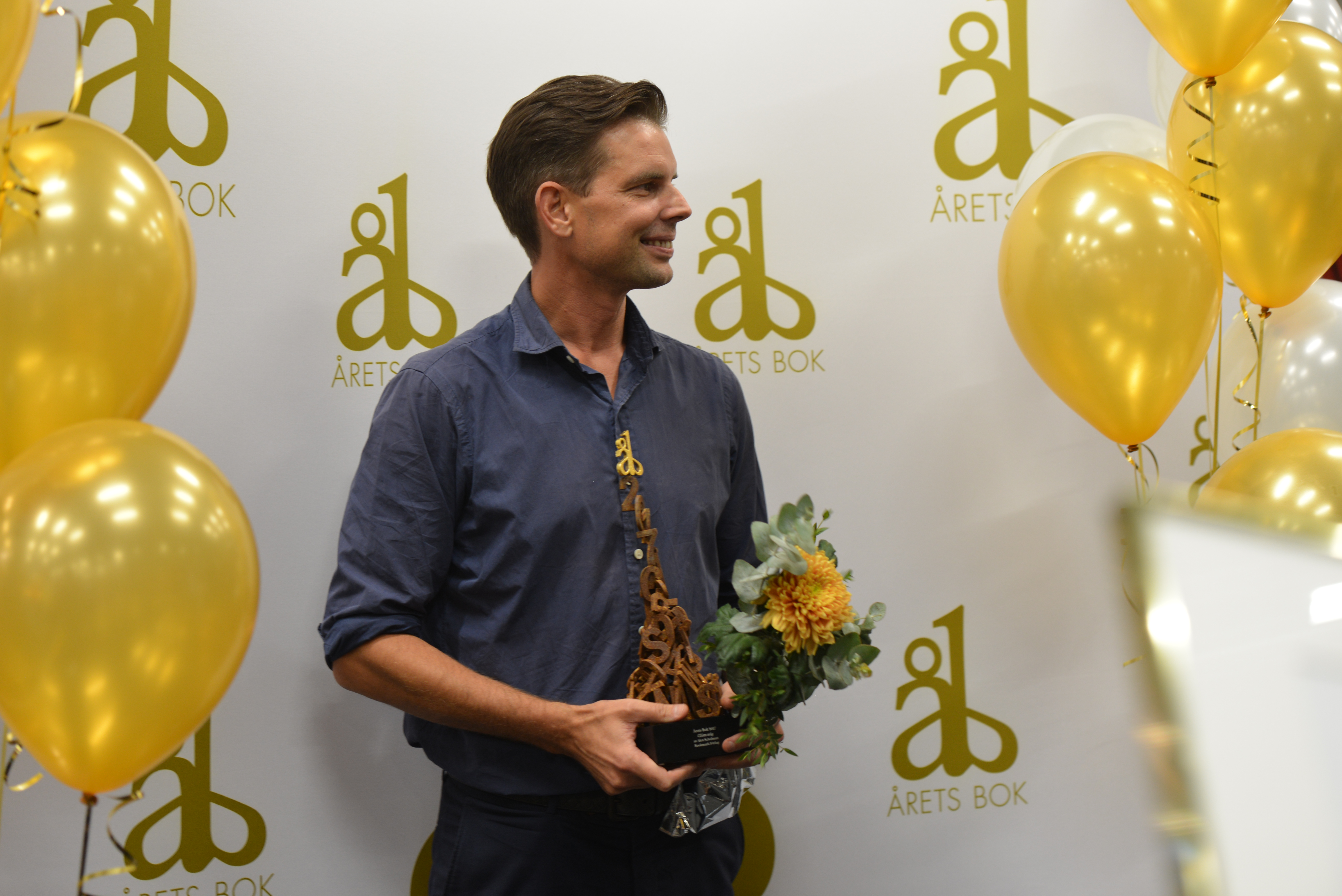
Schulman vid prisutdelningen av Årets bok 2017 för Glöm mig

Schulman debuterade 2007 med boken Privat: mejlkorrespondens (med Carolina Gynning). 2009 kom den självbiografiska Skynda att älska. Därefter gav han ut bland annat:  
- Att vara med henne är som att springa uppför en sommaräng utan att bli det minsta trött (2011)
- Glöm mig (2016), om moderns alkoholmissbruk – belönad med Årets bok 2017
- Bränn alla mina brev (2018), om morföräldrarna Sven och Karin Stolpe – filmatiserad 2022
- Överlevarna (2020), nominerad till Svenska Dagbladets litteraturpris
- Malma station (2022)

Han har även gett ut böcker tillsammans med Sigge Eklund och en barnbok.

## TV-program
- Äntligen Hi-Tech, TV4
- Veckans kanin, TV3 (programledare)
- Paradise hotel, TV6 (programledare, 2010)
- Schulman show, Kanal 5 och Aftonbladet.se

## Teater
- 2020/2022 – Tröstrapporter (manus och regi), Dramaten